# ドゥーダーシュタット
ドゥーダーシュタット (ドイツ語: Duderstadt, ドイツ語発音: [ˈduːdɐʃtat]) は、ドイツ連邦共和国ニーダーザクセン州ゲッティンゲン郡に属す市である。
この都市の中世風の姿は、様々な時代様式の（主に木組み建築の）約600棟の民家、堂々とした塔を持つ2つの大きな市教会である聖キリーアクス教会と聖ゼルヴァーティウス教会、簡潔でねじれた尖塔屋根を有するヴェスタートゥルム（西塔）、修復された市壁やドイツで最も古いものの一つである市庁舎によって形成されている。

## 地理
ドゥーダーシュタットは、テューリンゲン州との州境に近い、ハルツ山地の前山南部のウンターアイヒスフェルト地方に位置している。肥沃な土壌であることから、その周辺部は中世からすでに「Goldene Mark（黄金の辺境）」と呼ばれていた。市の約 10 km 南東にテューリンゲンのオーム山地、約 20 km 北東にハルツ山地がある。市内をハーレ川とブレーメ川が流れている。

### 市の構成
中規模都市（人口2万人から10万人の都市）ドゥーダーシュタットは中核市区の他に、1970年代初めに合併した14の市区を含む。
| - ブライテンベルク - インミンゲローデ - ランゲンハーゲン - ヴェルクスハウゼン - ミンゲローデ - ヴェステローデ - ネッセルレーデン - ティフトリンゲローデ | - ブロホトハウゼン - ヒルケローデ - デジンゲローデ - ゲルプリンゲローデ - ドゥーダーシュタット - フールバッハ - エスプリンゲローデ |

## 歴史

### 中世
ドゥーダーシュタットは929年9月16日に初めて文献に記録されている。この村は974年にクヴェードリンブルク修道院の所領となり、262年間その支配下にあった。1237年、ドゥーダーシュタットはレーエンとしてテューリンゲン方伯ハインリヒ・ラスペのものとなったが、わずか10年後にレーエンとしてハインリヒ獅子公の子孫にあたるブラウンシュヴァイク公オットー1世のものとなった。この町はヴェルフ家の支配下に約1世紀の間留まった。この時代の初め、1250年頃にこの町は「都市」となった。ブラウンシュヴァイク公の庇護により、この街は飛躍を体験した。
この若い都市は、中世後期には重要で裕福な街になっていた。それは特に、2つの重要な交易路の交差点という位置によってもたらされた。1本はイタリアから北ヨーロッパのハンザ都市に通じる南北の「ニュルンベルク通り」、もう1本はベルギー付近からケルンやライプツィヒを経てさらに東ヨーロッパへ向かう東西の街道であった。ドゥーダーシュタット商人は広範囲な商取引を行った。その旅はノヴゴロドにまで及んだことが知られている。
ヴェルフ家グルーベンハーゲン系の公は慢性的な財政難のために、1334年から1366年までの間に徐々にドゥーダーシュタットをマインツ大司教に割譲していった。これにより約450年に及ぶマインツ選帝侯の統治が始まった。新しい領主の下でこの街は興隆を続けた。この街は防衛施設の環状市壁を越えて拡大し、経済的・政治的重要性を獲得した。1400年前後の時代にドゥーダーシュタットは16の村落を含むかなり広い領域（約 115 km2）を獲得していた。約4000人の住民を擁したドゥーダーシュタットは、この当時ハンブルクとほぼ同じ規模であった。15世紀の通商路の変化とハンザ同盟の衰退によって成長は停滞し、やがて経済は凋落した。1450年以降、人口は著しく減少し、経済状況は困難さを増していった。こうした危機にもかかわらず、この街には立派な施設がもたらされた。新たな防衛環状市壁が設けられ、教会が完成したのである。現在のこの街の姿は、そのほぼ全域が、経済的衰退を特徴とするこの時代のものである。このことは、ドゥーダーシュタットが木組み建築による中世風の町並みを類い希な密度で保存できた要因の一つである。ドゥーダーシュタットは中世以降たびたび火災の犠牲になった。この街の歴史上最大の火災は1242年に起き、オーバートーア（上の門）とヴェスタートーア（西の門）との間の市北部がほぼ完全に灰燼に帰した。ヴェスタートーアの近くでは340軒の家屋を新たに建設しなければならなくなった。この門には、この大災害を記録する銘が刻まれた。

### 近世以降

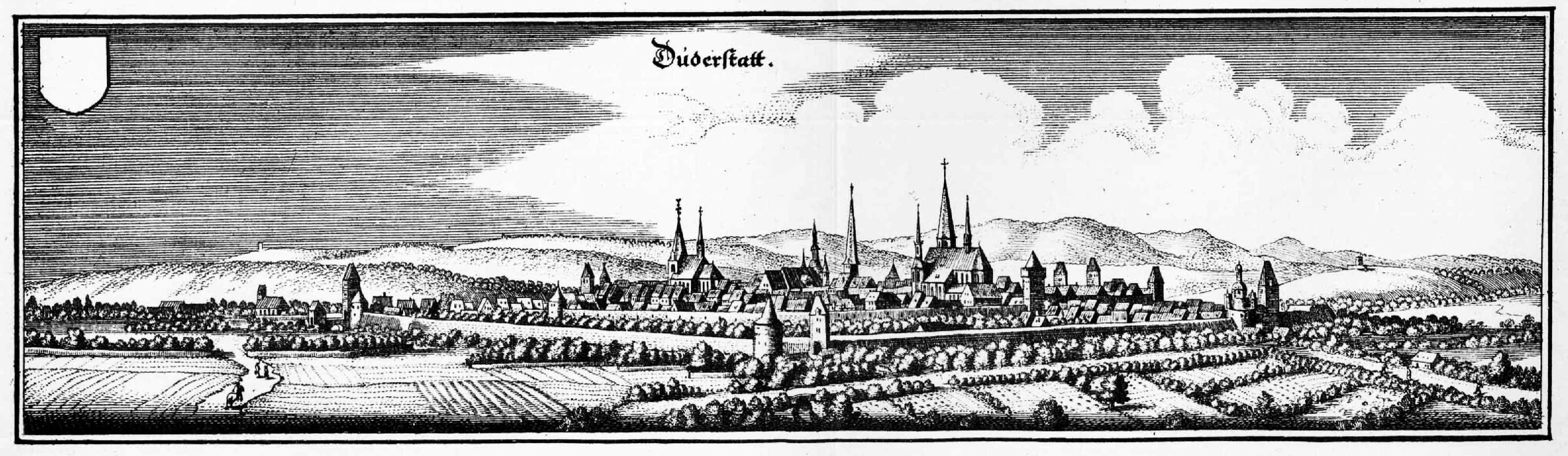
マテウス・メーリアンの銅版画に描かれた1646年頃のドゥーダーシュタット

三十年戦争まで、その場所は総じて不利なものではなかった。しかし、戦争の連続（特に1618年から1648年の三十年戦争や1756年から1763年の七年戦争）、疫病や近隣国家の拡大が、この街の継続的な発展を阻んだ。ドゥーダーシュタットの経済的・人口統計学的沈滞の別の原因が、ハンザ同盟の衰退と通商路がライネ川ライネタールに移ったことであった。1660年から始まったタバコ栽培が経済的減衰に歯止めをかけた。ドゥーダーシュタットの司祭ヘルヴィヒ・ベーニングによって強行された対抗宗教改革は成功を収め、25 % の少数派のプロテスタントが抵抗を続けたものの、この街ではアイヒスフェルトの他の地域よりもカトリック化が上手く進行した。1648年のヴェストファーレン条約の規定により、貴族裁判所が宗教上特別な地位を占めるようになった。
リュネヴィルの和約後、1802年にプロイセンはライン川左岸を失った代償として、マインツ大司教領であったアイヒスフェルト地方を獲得した。これにより大司教の世俗領邦は消滅した。プロイセンは移譲以前からすでにドゥーダーシュタットを占領していた。ナポレオンの新体制がこの街にも及び、1807年から6年間ハルツ県の一部となった。ドゥーダーシュタットは行政の中心地となり、このディストリクト（管区）の4つの首邑の1つとなった。この管区は8つのカントン（小さな郡）から構成されていた。ボイレン、ドゥーダーシュタット市、ギーボルデハウゼン、ニーダーオルシェル、ゾイリンゲン、タイストゥンゲン、ヴァイセンボルン、ヴォルビスである。フランスをモデルに行政・司法制度が整備され、各カントンごとに治安裁判所が、各ディストリクトごとに市民裁判所が設けられた。ディストリクト・ドゥーダーシュタットの首長はマイレ・ホフマンが務めた。彼はすでにマインツ大司教領時代から市長を務め、1792年から1828年まで統治環境の変化にもかかわらずずっと公職にあり続けた。ドゥーダーシュタットは19世紀に最終的に国境地域となった。1816年から1866年までこの街は、アイスフェルト地方をはさんで対峙するハノーファーとプロイセンとの間の新たな国境に面することとなった。新たな路線の鉄道建設でも、この街は幹線から離されたままであった。1887年から1889年にドゥーダーシュタットは鉄道ヴルフテン - ライネフェルデ線によって幹線の南ハルツ線およびハレ － カッセル鉄道に接続した。部分開通のまま長らく中断していた軽便鉄道ガルテタール鉄道も1907年から1931年まで、ゲッティンゲン - ドゥーダーシュタット間で運行した。この鉄道はその後再びゲッティンゲンからリットマールハウゼン（グライヒェン町内）までに短縮されて1950年代の終わりまで営業していた。
19世紀から20世紀初めに大火がこの街を焼いた。1852年の火災はユーデン通りとオーバートーアとの間の市北東部で、108軒の家屋と162軒の納屋を破壊した。聖キリーアクス教会も屋根の骨組みや塔に被災した。この時の再建で現在見られる高さの同じ2本の塔が造られた。それから約60年後、1911年の火災は市西部のザック通り/シュピーゲル橋付近を焼き、44軒の家屋が犠牲となった。同じ1911年にはオーバートーア通りでも火災が起こり、13軒が被害を受けた。1年のうちに起きたこれら2つの火災を教訓に、市当局は高性能の蒸気式消火ポンプを購入した。最後の大火は1915年に39軒の家屋と68棟の付属建造物を焼いた他、聖ゼルヴァティウス教会を全焼させた。この教会は2年後に再建された。
本来の交通の便の良さを喪失したことで、立地条件は工業に極めて不利なものとなった。新たな職場はわずかしかなく、長く存続できた企業はわずかであった。他の街での行商や季節労働、大量の人口流出が続いた。
1885年からこの街は、ウンターアイヒスフェルト地方のプロイセン王国ハノーファー州に属す町村と共にドゥーダーシュタット郡を形成した。
ヒトラー独裁時代、アイヒスフェルトが国家社会主義が隆盛したことは1度もなかった。1933年の国会選挙でNSDAPはドゥーダーシュタット郡で 26 %、ドゥーダーシュタット市で 33.9 % の票しか得られなかった（ちなみに、ゲッティンゲンでは 51 %、全国平均で 44 % の得票率であった）。しかし、ドゥーダーシュタットは国家社会主義者をその後も拒み続けることはできなかった。ドゥーダーシュタットでも反体制家は迫害され、国外に追放され、強制収容所の収容者は強制労働に就かされた。1944年11月から1945年4月までブーヘンヴァルト強制収容所はドゥーダーシュタットに755人のユダヤ人を収容する外部収容所を有していた。小さなユダヤ人組織は存続できなかった。1938年11月9日から10日のいわゆる「水晶の夜」にクリスティアン＝ブランク通りにあったシナゴーグは破壊された。市防塁に設けられた記念碑がこの事件を語り継いでいる。
戦後、ドゥーダーシュタットはドイツ連邦共和国（西ドイツ）とドイツ民主共和国（東ドイツ）との間の国境封鎖により、完全に辺境の地となった。ライネフェルデへの鉄道路線は越境運行が廃止され、残ったヴルフテンまでの区間も1974年7月26日に廃止された。それにもかかわらず重要な工業企業がドゥーダーシュタットに拠点を置いた。数千人の難民や亡命者の受け入れにも成功した。
1973年、ドゥーダーシュタットは他のほぼすべてのドゥーダーシュタット郡の町村と共に新たに創設されたゲッティンゲン郡に編入された。
1989年11月10日の 0:35 にゲルプリンゲローデの国境通過地点にある遮断機が西に向かって開かれた。その日の昼までに 6,000 人の東ドイツ住民が 1,500 台の乗り物でドゥーダーシュタットを訪れた。この都市の年末までにその数は 70 万人に達した。

### 命名譚
3人の兄弟がこの街を造った。完成し、名前をつけることになったが、意見が一致しなかった。一人がもう一人に「Gib du der Stadt den Namen」（お前が名前をつけろ）と言うと、逆に「Gib du der Stadt den Namen」と言い返した。これを聞いていた3人目が、その名前をつけようと提案した。こうしてこの街は「Duderstadt」という名前になった。

## 行政

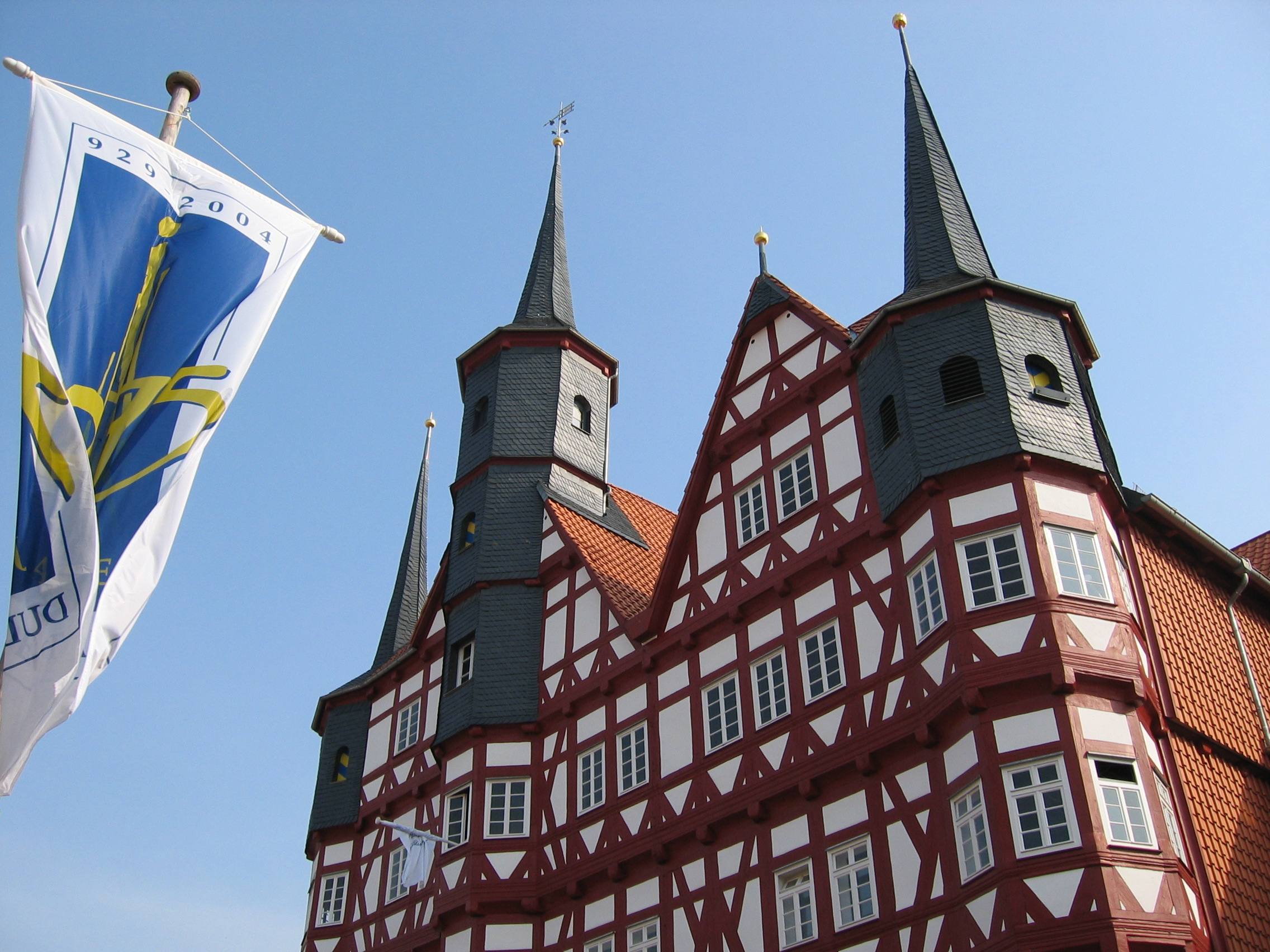
ドゥーダーシュタット市庁舎

### 議会
この街の市議会は34議席からなる。

### 首長
2019年からトルステン・ファイケ (FDP) が市長を務めている。

### 姉妹都市

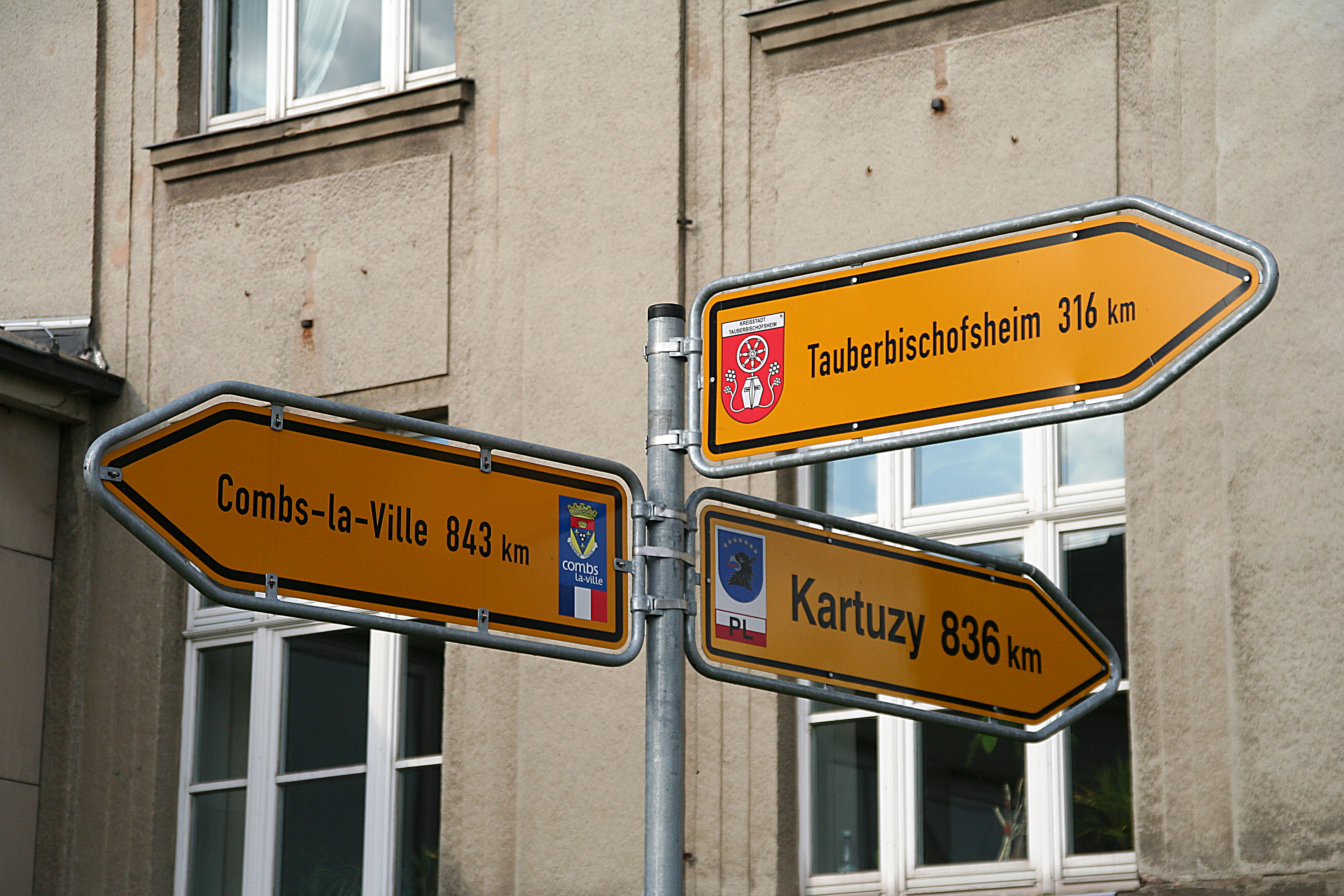
姉妹都市を示す標識

ドゥーダーシュタットは以下の都市と姉妹都市関係にある
- タウバービショフスハイム（ドイツ、バーデン＝ヴュルテンベルク州）1961年
- Combs-la-Ville（フランス、セーヌ＝エ＝マルヌ県）1968年
- Kartuzy（ポーランド、ポモージェ県）1995年

### 紋章
ドゥーダーシュタットの紋章は1255年から使用が確認されている市の印章に基づいている。赤地に、歩きながらこちらを見る青い舌の金の獅子（紋章記述ではヒョウとされている）が2頭上下に配されている。この紋章は、当時のブラウンシュヴァイク公アルブレヒト1世の紋章にちなんだものである。マインツ大司教の支配下に移された後（14世紀半ば）もこの獅子は市の紋章として存続し、市の色は青と金色とされた。

## 文化と見所

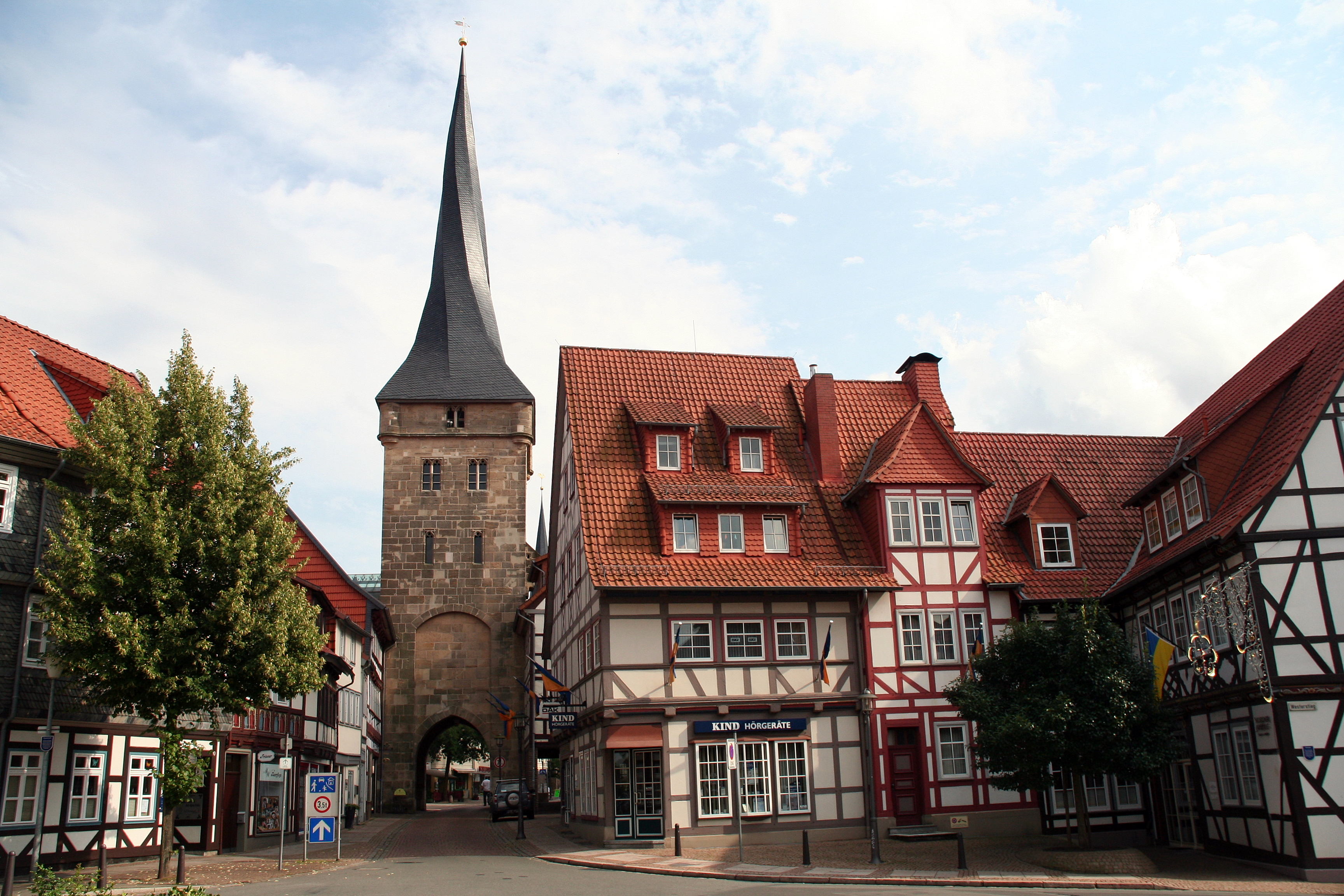
ねじれた屋根を持つヴェスタートゥルム（西塔）はこの街の象徴的建造物である。

### 建築
旧市街には約500 棟の木組み建築がある。1994年に開催されたニーダーザクセンの Landesausstellung Natur im Städtebau の際に旧市街の大部分が改修された。特に入念に修復されたのが、歴史的なドゥーダーシュタット市庁舎、2つの大きな教会（聖キリーアクス教会と聖ゼルヴァティウス教会）、約3.5 km の環状防塁、ねじれた尖塔屋根で知られるヴェスタートゥルム（西塔）であった。
- 市庁舎南東側
- 聖キリーアクス教会
- 聖ゼルヴァティウス教会のオルガン

#### 聖母教会
聖キリーアクス教会と聖ゼルヴァティウス教会の二大教会の他に、この街には聖ウルスラ会の教会として聖母教会がある。前身は1424年に建設され、1700年に大規模な教会に拡張された Ad Beatam Mariam Virginem 礼拝堂であった。これが解体された後、ドゥーダーシュタットの枢機卿ゲオルク・コップによってネオロマネスク様式の聖母教会の建設計画が推進され、1889年に基礎工事がなされた。設計はヒルデスハイム司教区の建築責任者リヒャルト・ヘルツィヒによってなされた。この教会は赤色砂岩で造られた二廊式バシリカ教会である。明るく化粧漆喰を施された教会内部は 13.5 m の高さがあるが、これとほぼ同じ高さのアプシスの両側にはスマートな尖塔が2つ並んでおり、東に向いている。

### 年中行事
- 謝肉祭マーケット　2月

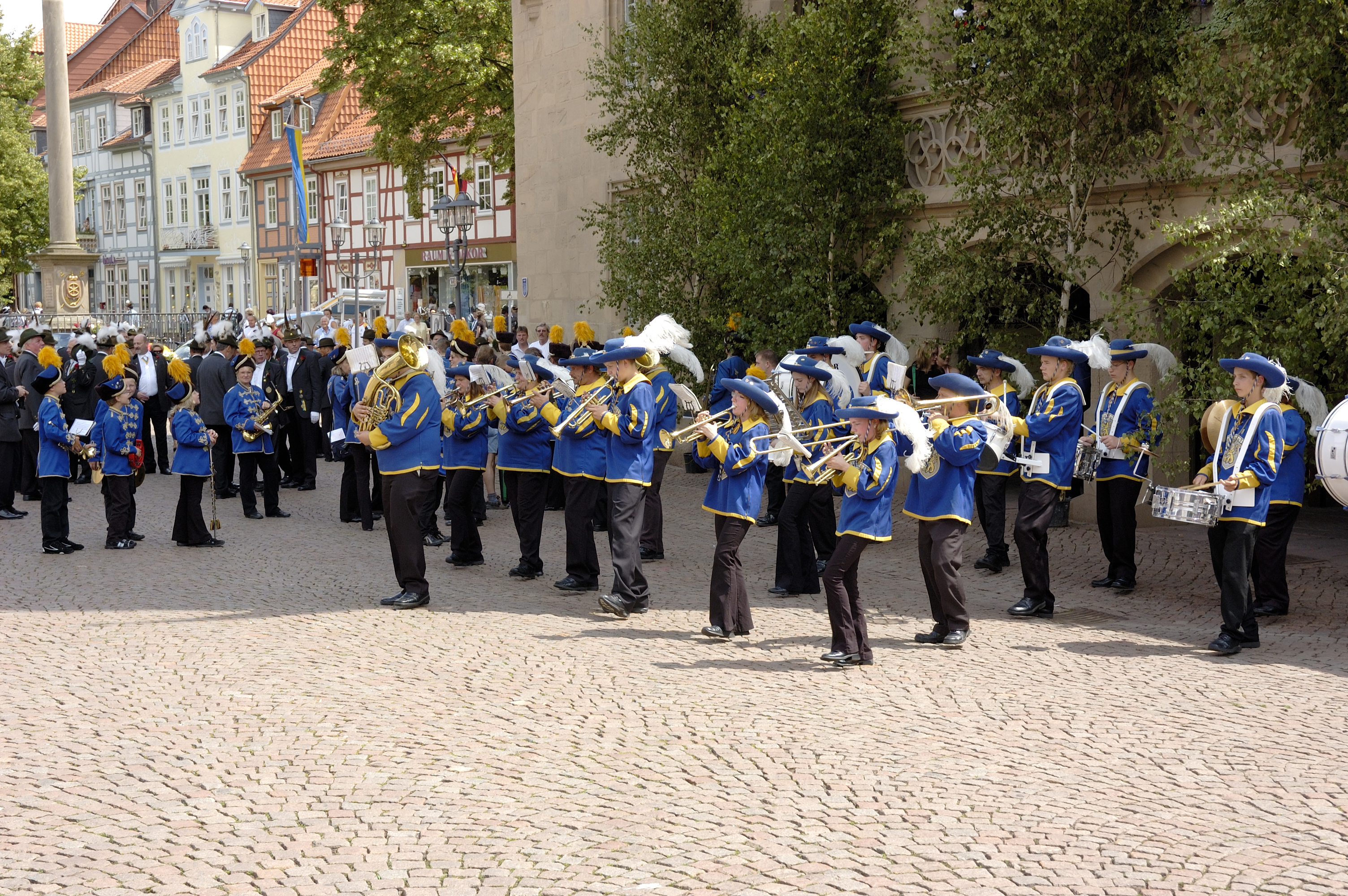
2006年射撃祭のパレードで、市庁舎前で演奏するファンファーレ隊

- アイヒスフェルトの庭園マーケットと歩行者専用区域祭　5月初め
- ドゥーダーシュタットの文化の夏（シュタットパーク）　6月から9月
- 射撃祭　7月の第2週末
- アイヒスフェルト救命隊 e.V. の市民祭（マルクト広場）2年ごとの8月末
- クラシク・アム・タイヒ　9月
- アイヒスフェルトのリンゴとセイヨウナシの市場　10月
- クリッペン・マーケット　11月
- マルティーニ・マーケット　11月末
- クリスマスマーケット　11月末から12月中旬

## 経済と社会資本
重要な企業としては、オットー・ボック社がある。この会社は補装具の世界市場におけるリーダーであり、ポリウレタン発泡システムやポリウレタン・ゲルの国際的に最も重要な製造メーカーの一つである。

### 交通
ドゥーダーシュタットは連邦道B247号線に面しており、連邦道B446号線の始点でもある。ドゥーダーシュタットの南約 15 km とアウトバーン A38 号線（ゲッティンゲン - ハレ - ライプツィヒ）が、西約 30 km を A7 号線が走っている。
鉄道ヴルフテン - ライネフェルデ線のニーダーザクセン州内の区間は1974年7月26日に旅客運行を廃止した。これに対して貨物運行は運行本数を減らしながらもドイツ再統一まで営業を続けていた。タイスツゥンゲンへの路線はドイツ分裂に伴い第二次世界大戦後に営業を停止した。

### 国家機関
かつての東西ドイツ国境に面していたことから、ドゥーダーシュタットには600人規模の連邦警察局（かつての連邦国境警備隊）がある。何度も機構改革がなされ、所在地に疑問が呈されることもあったが、2006年に設置50年を迎えた。

### 教育
- 基礎課程学校 8校
- ペスタロッツィ・シューレ（養護学校）
- アストリート・リンドグレーン・シューレ（本課程学校）
- ザンクト・ウルズラ・シューレ（総合学校）
- ハインツ・ジールマン実科学校
- アイヒスフェルト・ギムナジウム
- 職業学校、専門学校 6校
- その他の教育機関 13校

## 人物

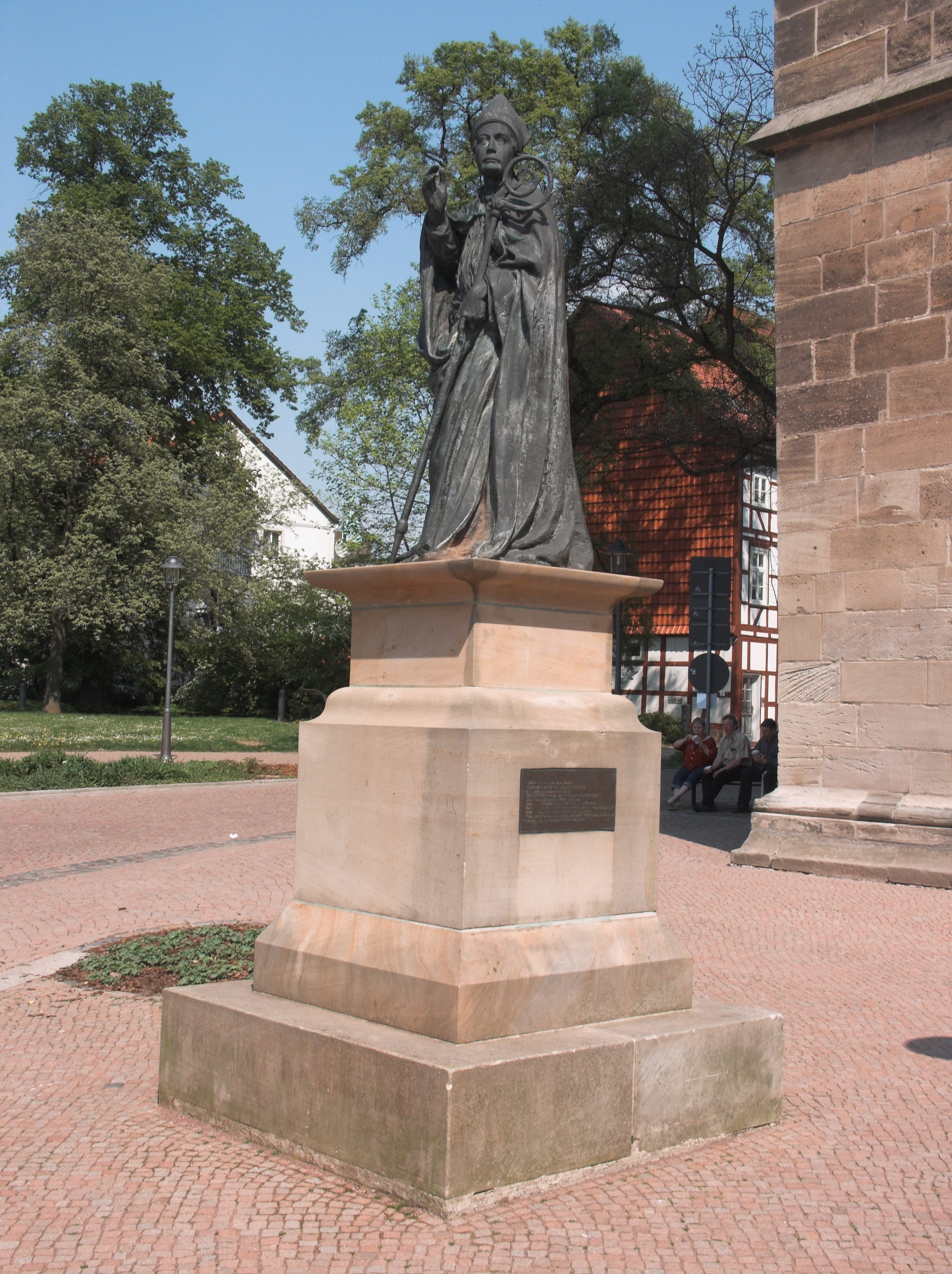
聖キリーアクス教会前のゲオルク・フォン・コップ記念碑

### 出身者
- ゲオルク・フォン・コップ（1837年 - 1914年）ブレスラウ司教
- テオドール・バート（1849年 - 1909年）自由主義の帝国議会議員

### ゆかりの人物
- ヨーゼフ・ミュラー（1894年 - 1944年）カトリックの聖職者で殉教者。国家社会主義に対する批判者。1922年から1924年までカトリックの聖クリアクス教会の助任司祭を務めた。1944年に国家社会主義者に処刑された。
- ハインツ・ジールマン（1917年 - 2006年）教授、妻のインゲとともにハインツ・ジールマン財団（ドゥーダーシュタット近郊のグート・ヘルビヒスハーゲン自然体験センター）を設立した。ドゥーダーシュタットの栄誉リング受賞者。

## 引用
1. ↑  Landesamt für Statistik Niedersachsen, LSN-Online Regionaldatenbank, Tabelle A100001G: Fortschreibung des Bevölkerungsstandes, Stand 31. Dezember 2023
2. ↑  Max Mangold, ed (2005). Duden, Aussprachewörterbuch (6 ed.). Dudenverl. p. 287. ISBN 978-3-411-04066-7
3. ↑  ドゥーダーシュタットの地名
4. ↑  ドゥーダーシュタット市: 姉妹都市 2011年6月3日内容確認
5. ↑  Peter Ferdinand Lufen: Landkreis Göttingen, Teil 2. Altkreis Duderstadt mit den Gemeinden Friedland und Gleichen und den Samtgemeinden Gieboldehausen und Radolfshausen. In: Christiane Segers-Glocke (Hrsg.): Denkmaltopographie Bundesrepublik Deutschland. Baudenkmale in Niedersachsen. 5.3, CW Niemeyer, Hameln 1997, ISBN 3-8271-8257-3, p. 139.